# Wrigley Field
Das Wrigley Field ist ein Baseball-Stadion im Norden der US-amerikanischen Stadt Chicago im Bundesstaat Illinois. Seit 1916 sind die Chicago Cubs der Major League Baseball (MLB) im Stadion beheimatet. Es ist, nach dem Fenway Park (1912) in Boston, das zweitälteste Stadion der Liga.

## Geschichte
Das Stadion wurde 1914 gebaut, hieß zunächst Weeghman Park und war das Heimstadion der Chicago Whales aus der Federal League. Es hatte zunächst Platz für 14.000 Personen und kostete damals 250.000 US-Dollar. Das erste National-League-Spiel fand hier 1916 statt, als die Cubs nach einem Besitzerwechsel einzogen. 1920 wurde es in Cubs-Park umbenannt, nachdem die Wrigley-Familie, Besitzer der gleichnamigen Kaugummi-Fabrik, das Team übernahmen. Erst 1926 wurde es in Wrigley Field umbenannt. Zu diesem Zeitpunkt gab es auch in Kalifornien ein Wrigley Field, das zwar zuerst so hieß, aber nach dem Chicagoer Original gebaut wurde.
Das Wrigley Field ist, nach dem Fenway Park der Boston Red Sox von 1912, die zweitälteste Spielstätte in der MLB. Es war 1988 das letzte Stadion der Liga, das mit einer Flutlichtanlage ausgestattet wurde. Bis heute darf aus Rücksicht auf die Anwohner nur eine begrenzte Anzahl an Spielen abends ausgetragen werden. Eine große Besonderheit sind die Sitze außerhalb des Outfields, sogar außerhalb des Stadions. Die Besitzer der Häuser gegenüber dem Stadion haben Tribünen auf ihren Dächern installiert, weshalb die Cubs einige der Besitzer verklagt haben. Vor der Saison 2004 einigte man sich mit den Besitzern und die Plätze können weiterverkauft werden, die Cubs erhalten jedoch einen Teil der Erlöse. Eine weitere Besonderheit ist die Outfield-Wall, die aus Ziegelsteinen besteht und mit Efeu bewachsen ist, gepflanzt 1937 vom damaligen Schatzmeister der Cubs, Bill Veeck.
Am 1. Januar 2009 fand auf dem Wrigley Field vor 40.818 Zuschauern das NHL Winter Classic der National Hockey League (Eishockey) zwischen den Detroit Red Wings und den Chicago Blackhawks statt. Die Red Wings gewannen das Spiel mit 6:4.
Das Stadion ist in dem Spielfilm Blues Brothers Gegenstand eines Running Gags. Elwood beichtet seinem Bruder Jake, er habe bei der Ausfertigung seines Führerscheins die Adresse 1060 West Addison als Wohnsitz angegeben. Jake erwidert ohne Zögern „Das ist doch Wrigley Field“. Später versucht die Polizei von Chicago jedoch, die Blues Brothers unter dieser Anschrift zu verhaften. Auch die Nazis von Illinois, die auf der Suche nach den Blues Brothers die Adresse beim Abhören des Polizeifunks mitbekommen haben, gehen der Täuschung auf den Leim und sind im Film völlig verwirrt vor dem Eingangsportal des Stadions zu sehen.
2014 feierte das Wrigley Field mit der „Party of the Century“ (deutsch „Party des Jahrhunderts“) sein 100-jähriges Jubiläum. Im Mittelpunkt standen dabei zehn Homestands der Chicago Cubs, also zehn Heimspiel-Serien. Jede war einem Jahrzehnt aus der Geschichte des Wrigley Fields gewidmet. Darüber hinaus bereitete das Chicago History Museum eine große Fotoausstellung mit vielen historischen Aufnahmen des Wrigley Fields vor.
Seit dem Oktober 2014 wurde das Wrigley Field einer umfangreichen Renovierung in vier Phasen unterzogen. Die Arbeiten sollten sich bis in das Jahr 2018 erstrecken und 460 Millionen Euro kosten. Am Ende dauerten die Arbeiten bis 2019 an.

## Galerie

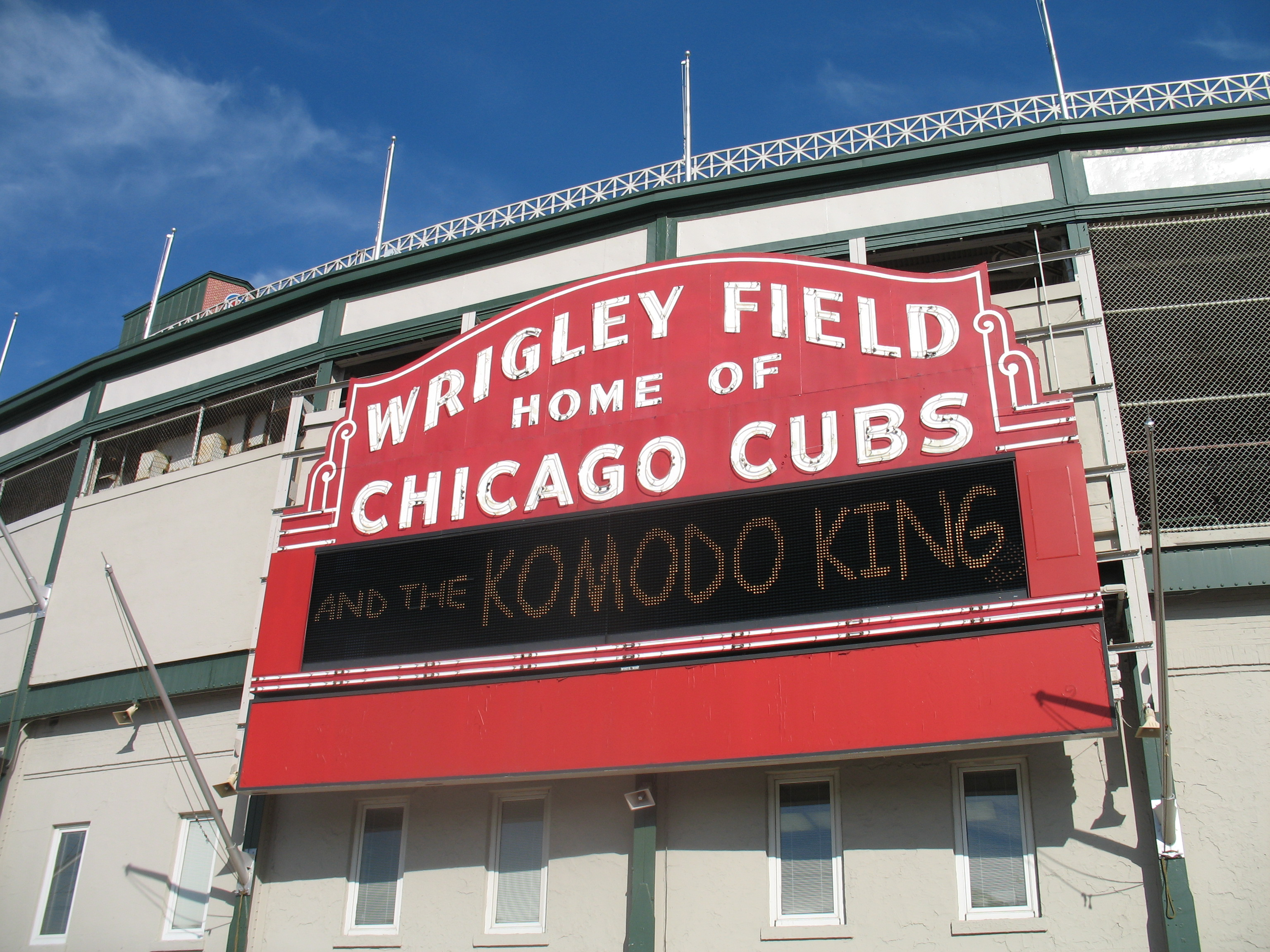
Das Namensschild des Stadions
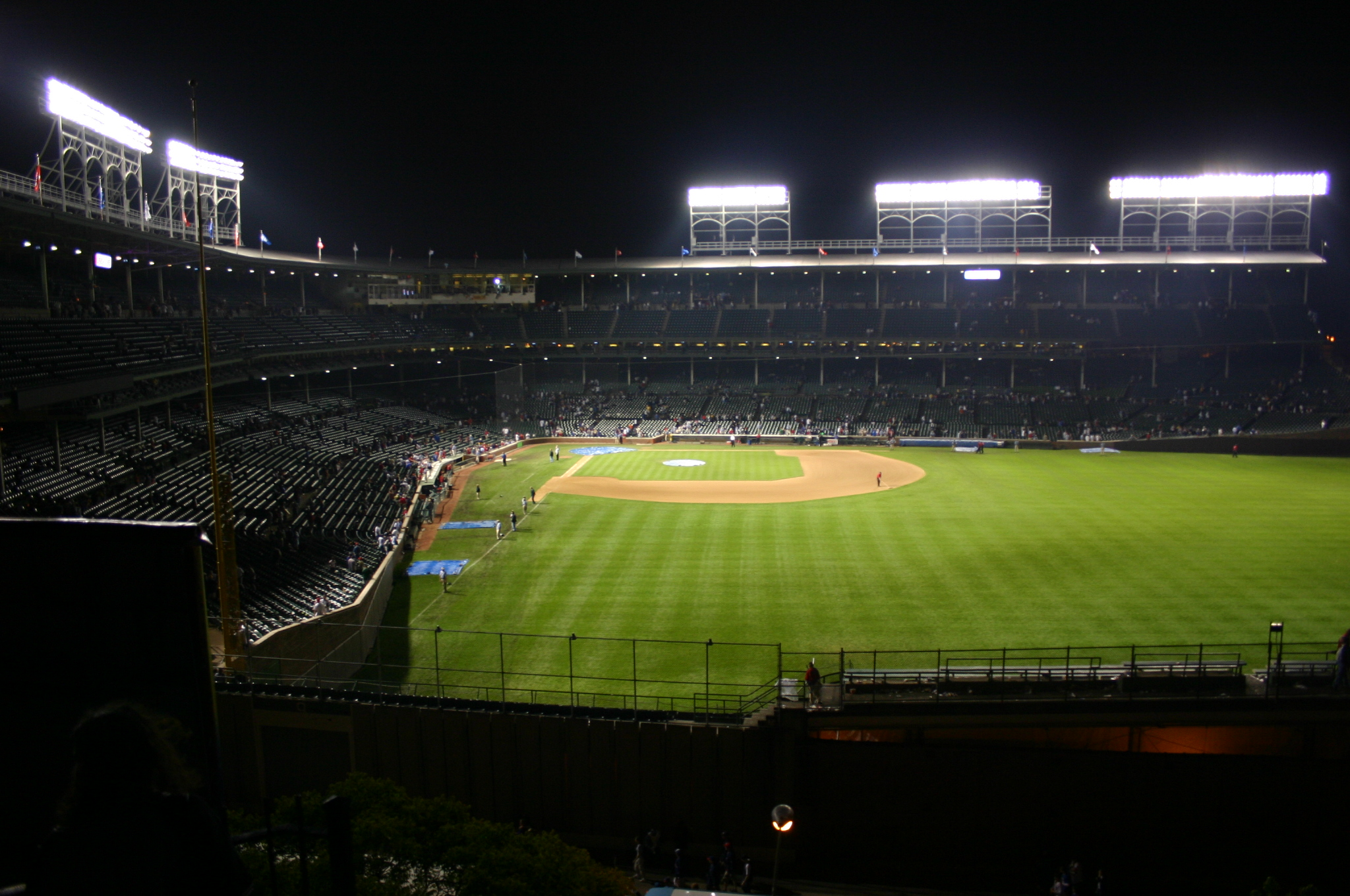
Wrigley Field unter Flutlicht im Jahr 2004
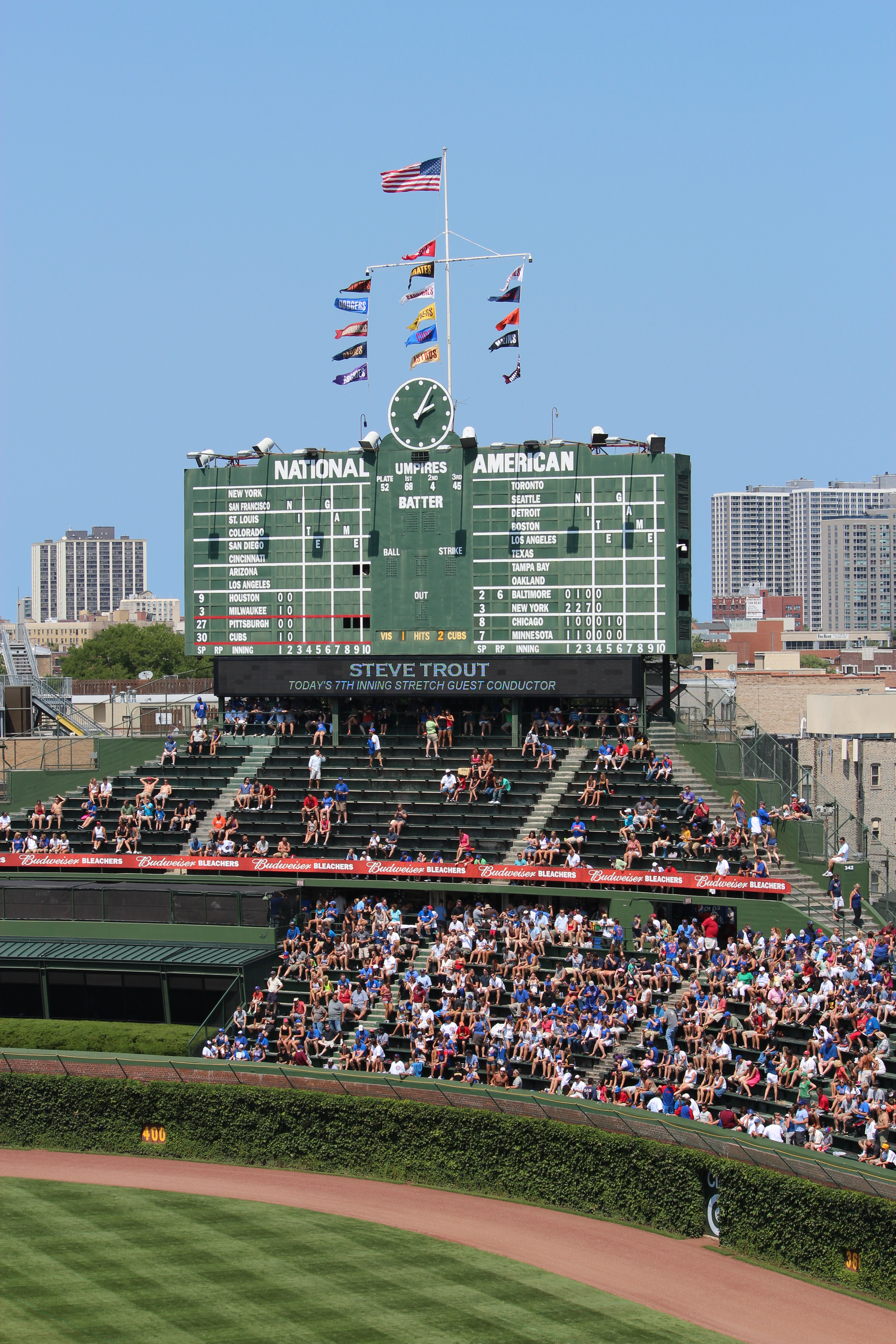
Die manuelle Anzeigetafel
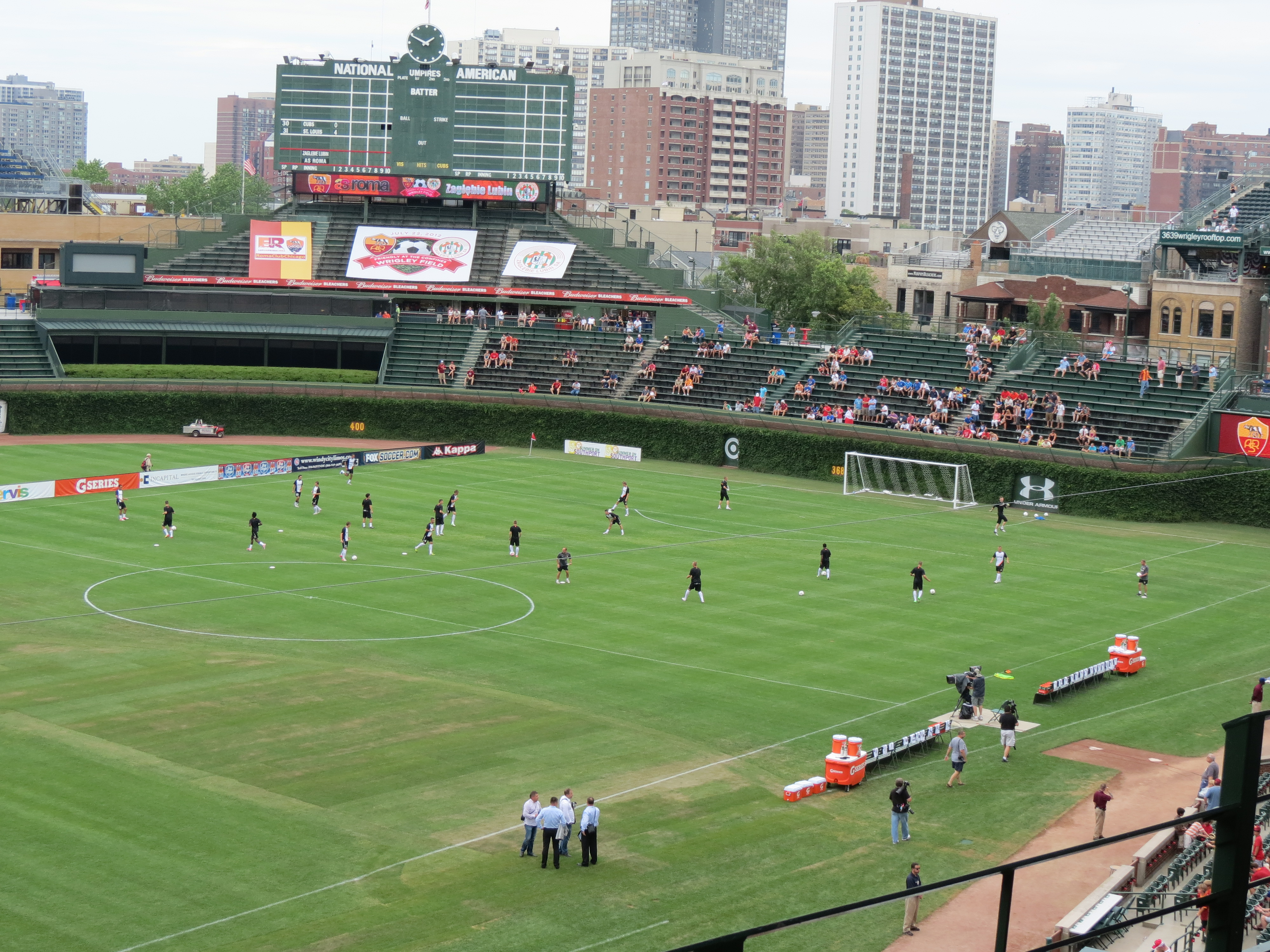
Vor dem Fußball-Freundschaftsspiel zwischen dem AS Rom und Zagłębie Lubin im Juli 2012
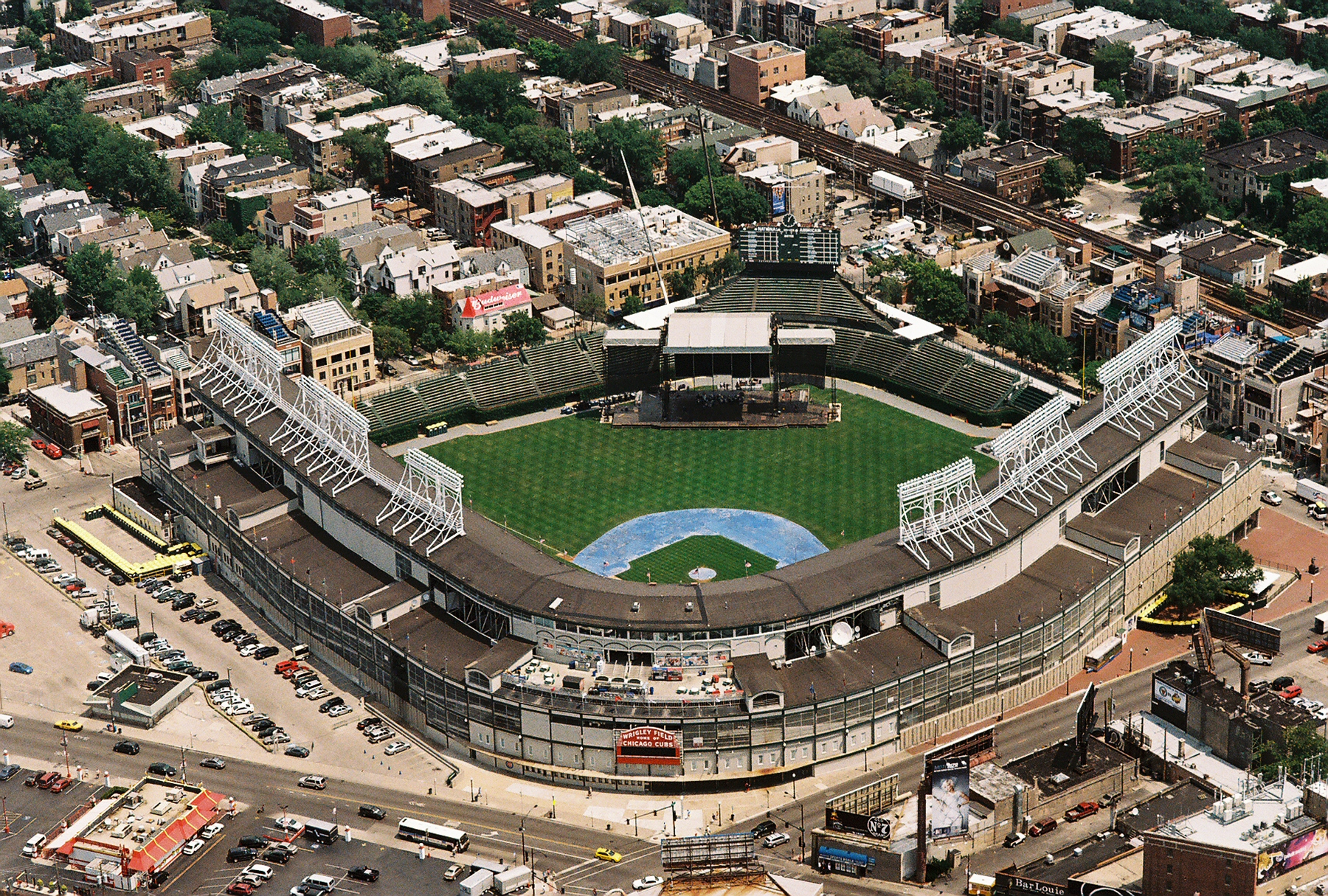
Blick auf das Wrigley Field (2007)